# Маска Мандрагоры
Маска Мандрагоры (англ. The Masque of Mandragora) — первая серия четырнадцатого сезона британского научно-фантастического телесериала «Доктор Кто», состоящая из четырёх эпизодов, которые были показаны в период с 4 по 25 сентября 1976 года.

## Сюжет
Во время экскурсии по ТАРДИС Доктор с Сарой находят вторую комнату управления. Но внезапно их затягивает в вихрь энергии во временном потоке, Спираль Мандрагоры. ТАРДИС приземляется внутри, и, пока Доктор и Сара осматриваются, фрагмент энергии Спирали залетает внутрь. Путешественники, не заметив этого, отбывают.
XV век, Сан Мартино, Италия. Герцог Сан Мартино, брат графа Федерико, умирает в компании своего сына Джулиано и его компаньона Марко. На самом деле герцог был отравлен графом и работающим на него придворным астрологом Иеронимусом, который и предсказал его смерть. Астролог говорит, что его силы растут, но граф требует предсказания смерти Джулиано, чтобы он позаботился о дальнейшем.
ТАРДИС приземляется в пригороде Сан Мартино, Доктор и Сара уходят, и фрагмент энергии вылетает незамеченным. Сару похищают люди в робах и собираются принести в жертву римскому богу Демносу, а Доктора арестовывают люди графа. Попытки Доктор убедить графа не удаются, его обвиняют в шпионаже и ведут на казнь, но тот сбегает в катакомбы под городом, находит Сару на алтаре и перед тем, как человек в маске и фиолетовой робе опускает нож, уносит её, а в пещеру залетает фрагмент энергии. Фрагмент превращается в столб красного света и обещает человеку в робе огромные силы, чтобы тот мог управлять землёй. Столб света исчезает, а под маской оказывается Иеронимус.
Доктора и Сару ловят стражники и приводят к Джулиано, где они видят тело убитого Спиралью стражника. Джулиано рассказывает, что если Федерико будет править Сан Мартино, все знания и учения будут потеряны. Тем временем граф узнаёт, что Джулиано пригласил нескольких благородных господ в Сан Мартино, и требует Иеронимуса составить гороскоп и отравить его до следующего вечера.
Доктор и Джулиано идут к катакомбам, и Доктор спускается вниз, но его атакует Спираль. Капитан Россини сообщает Федерико об этом, и граф отправляет своих стражников убить своего племянника. Сара тем временем бежит в катакомбы, но её ловит культ Бретрен. Выйдя из катакомб, Доктор помогает уже раненому Джулиано отразить атаку. Бретрен отгоняет остальных солдат, и Доктор с Джулиано уходят в катакомбы.
Иеронимус гипнотизирует Сару и даёт ей отравленную иглу, чтобы убить Доктора. Он предупреждает Федерико об опасности для его жизни, но тот приказывает Россини изгнать астролога из города. Доктор и Джулиано вскоре находят Сару и сталкиваются с Иеронимусом. Во время разговора с ним Сара пытается убить Доктора, но тот выводит её из транса, и астролог сбегает, а стража ловит всю троицу.
В тюрьме Федерико обвиняет пленников в поклонении Демносу, но внезапно культисты, подпитываемые энергией спирали, идут в атаку на город. Оставив остальных в заложниках, Доктор и Федерико проникают в храм, где Федерико обвиняет Иеронимуса в предательстве. Но под золотой маской оказывается лишь пульсирующая энергия, и граф от удара током превращается в прах. Тут же погибают и стражники, но Доктор присоединившись к культу, узнаёт, что культ атакует во время лунного затмения, и возвращается в замок. Освободившийся Джулиано, оставшись единственным наследником, приказывает заключить Россини в кандалы и начинает укрепление крепости.
Вскоре культисты проникают в замок и начинают разгонять маскарад. Доктор с помощью нагрудника и мотка проволоки решает поглотить энергию спирали. Он обматывает проволокой алтарь и имитирует голос Иеронимуса. Энергия исчезает вместе с культом.
Доктор и Сара прощаются с Джулиано, но оказывается, что в конце двадцатого века человечество ещё столкнётся с Мандрагорой.

## Трансляции и отзывы
| Эпизод            | Дата показа      | Продолжительность | Телезрители (в миллионах) |
| ----------------- | ---------------- | ----------------- | ------------------------- |
| «Часть 1»         | 4 сентября 1976  | 24:31             | 8,3                       |
| «Часть 2»         | 11 сентября 1976 | 24:44             | 9,8                       |
| «Часть 3»         | 18 сентября 1976 | 24:34             | 9,2                       |
| «Часть 4»         | 25 сентября 1976 | 24:45             | 10,6                      |
| [ 1 ] [ 2 ] [ 3 ] |                  |                   |                           |